# Confessio Scotica
Die Confessio Scotica (Englisch: The Scots Confession; Deutsch: Schottisches Bekenntnis) ist das Glaubensbekenntnis des schottischen Calvinismus. Es wurde 1560 formuliert, als der reformatorisch gesinnte Adel in Schottland die unerwartete militärische Intervention Englands gegen die Regentin Maria von Guise benützte, um Staat und Kirche zu reformieren.
Nach dem Vertrag von Edinburgh vom 6. Juli 1560 setzte das Parlament eine Kommission von sechs Theologen ein, die unter Führung von John Knox (1514–1572) die reformatorische Lehre in nur vier Tagen in 25 Artikeln zusammenfasste. Als die zur Stellungnahme aufgeforderte katholische Partei keine Gegenschrift einreichte, beschloss das Parlament im August 1560 die Confessio fast einstimmig, allerdings gegen den Widerstand von Maria Stuart. Als Folge dieses Beschlusses entstand die reformierte Church of Scotland. Bis 1647 war die Confessio Scotica in dieser Kirche die grundlegende Bekenntnisschrift; dann wurde sie durch das Bekenntnis von Westminster abgelöst.
Inhaltlich ist das Schottische Bekenntnis verwandt mit der ein Jahr früher entstandenen Confessio Gallicana der französischen Hugenotten und der Confessio Belgica von 1561. Es entfaltet die Lehre und Kirchenordnung der reformierten Kirche und grenzt sich mehrfach mit deutlichen Worten von der römisch-katholischen Theologie und Kirche ab.

## Textausgaben
- Arthur C. Cochrane (Hrsg.): Reformed Confessions of the Sixteenth Century. Edited, with historical Introductions. New introduction by Jack Rogers. Westminster John Knox Press, Louisville KY u. a. 2003, ISBN 0-664-22694-9, S. 159–184 (eingeschränkte Vorschau in der Google-Buchsuche).
- Georg Plasger, Matthias Freudenberg (Hrsg.): Reformierte Bekenntnisschriften. Eine Auswahl von den Anfängen bis zur Gegenwart. Vandenhoeck & Ruprecht, Göttingen 2005, ISBN 3-525-56702-2, S. 124–150 (eingeschränkte Vorschau in der Google-Buchsuche).
- Ian Hazlett (Hrsg.): Confessio Scotica 1560. In: Andreas Mühling, Peter Opitz (Hrsg.): Reformierte Bekenntnisschriften 1559–1563 (= Reformierte Bekenntnisschriften, Bd. 2.1). Neukirchener Verlag, Neukirchen-Vluyn 2008, ISBN 978-3-7887-2304-0, S. 240–299.